# Yutaka Akita
Yukata Akita (em japonês: 秋田 豊 Akita Yutaka; Nagoia, 6 de agosto de 1970) é um ex-futebolista e treinador de futebol japonês que jogava como zagueiro. Era considerado um dos melhores cabeceadores da J-League.

## Carreira
Em 14 anos como profissional, Akita jogou a maior parte da carreira no Kashima Antlers, onde atuou por uma década (334 partidas e 20 gols marcados). Pelo clube, foi tetracampeão da J-League, além de ter vencido a Copa do Imperador 2 vezes e a Copa da Liga Japonesa em 3 oportunidades.
Após deixar o Kashima em 2003, passou por Nagoya Grampus e Kyoto Sanga, sem repetir o desempenho anterior. Em novembro de 2007, aos 37 anos, anunciou sua aposentadoria como atleta.

## Seleção Japonesa
Tendo estreado pela Seleção Japonesa em 1996, integrou o elenco dos Samurais Azuis na Copa da Ásia no mesmo ano e também da primeira Copa disputada pelo país, a de 1998, jogando as 3 partidas da equipe, que foi eliminada na primeira fase.
Esteve presente, ainda, na Copa América de 1999, na Copa de 2002 (ficou na reserva e não entrou em campo) e também na Copa das Confederações de 2003, onde também não atuou. Akita jogou 44 vezes pela Seleção Japonesa e marcou 4 gols.

## Carreira de técnico
O ex-zagueiro voltou ao futebol em 2010, no mesmo Kyoto Sanga em que se aposentou como jogador, agora como técnico da equipe da antiga capital japonesa. Entre 2012 e 2013, treinou o Machida Zelvia na J3 League, a terceira divisão da Terra do Sol Nascente. Desde então, continua sem clube.